# Flix (kommunhuvudort)
Flix är en kommunhuvudort i Spanien.   Den ligger i provinsen Província de Tarragona och regionen Katalonien, i den östra delen av landet, 400 km öster om huvudstaden Madrid. Flix ligger 53 meter över havet och antalet invånare är 3 975.
Terrängen runt Flix är huvudsakligen kuperad, men den allra närmaste omgivningen är platt. Flix ligger nere i en dal. Runt Flix är det glesbefolkat, med 10 invånare per kvadratkilometer. Flix är det största samhället i trakten. 